# 雅克-15戰鬥機
雅克-15戰鬥機（北約代號：輕羽）是蘇聯在戰後開發研製的第一代蘇聯噴射戰鬥機。裝備逆向工程自容克斯Jumo 004噴射發動機的雅克-15與瑞典的薩博-21R是世界上唯二改裝自活塞發動機並成功量產的噴射戰鬥機。在1947年生產的280架戰鬥機幾乎全部被用於訓練有經驗之活塞戰鬥機的飛行員適應噴射機的飛行操作。

## 研發

### 確定計劃
在二戰末期，德國，美國和英國皆研發和裝備了噴氣式戰鬥機。與上述完成研發、設計定型和量產服役的國家相比，蘇聯在噴射式飛機領域明顯滯後。通過對繳獲的德國裝備進行分析和評估后發現，蘇聯空軍在技術裝備上已經出現了明顯滯後。蘇聯政府決定彌補時間迎頭趕上，要求各大設計局在短時間内設計出一款新型噴射戰鬥機。1945年4月9日，人民委員會向雅克設計局下達設計新型戰鬥機的指示，要求包括單座以及配備繳獲的容克斯Jumo 004。爲了節省時間，雅克列夫決定直接改裝設計最成熟的雅克-3戰鬥機的最新變種雅克-3PD。爲了容納噴射發動機，機頭進行了重新設計。噴氣發動機安裝在機身前下方，以便尾焰自機身中部下方排出。爲了保護機身不被高熱尾焰侵蝕，在其下方加裝了鋼製隔熱罩。下沉的機頭進氣口與發動機使飛機的配置類似於單發吊艙。 除了機頭部分，全金屬的機身幾乎沒有改動。重新設計的機頭令雅克-15相較於雅克-3PD可增設一門NS-23機炮，達到兩門。亦拜吊艙式設計所賜，發動機上方機身和發動機周身添加了額外的油箱。機翼方面，除了拆除油冷器及油冷進氣口，以及爲了給噴射發動機騰出空間將前翼梁彎折呈倒U形之外，沒有任何氣動變化。尾翼方面，垂直安定面略微擴大，水平安定面未修改。整個起落架除卻尾輪增加鋼板避震之外，大體未作改動。可携帶1300磅燃料，安裝Jumo 004發動機的新設計被暫時命名為雅克-3 Jumo。

### 原型出厰

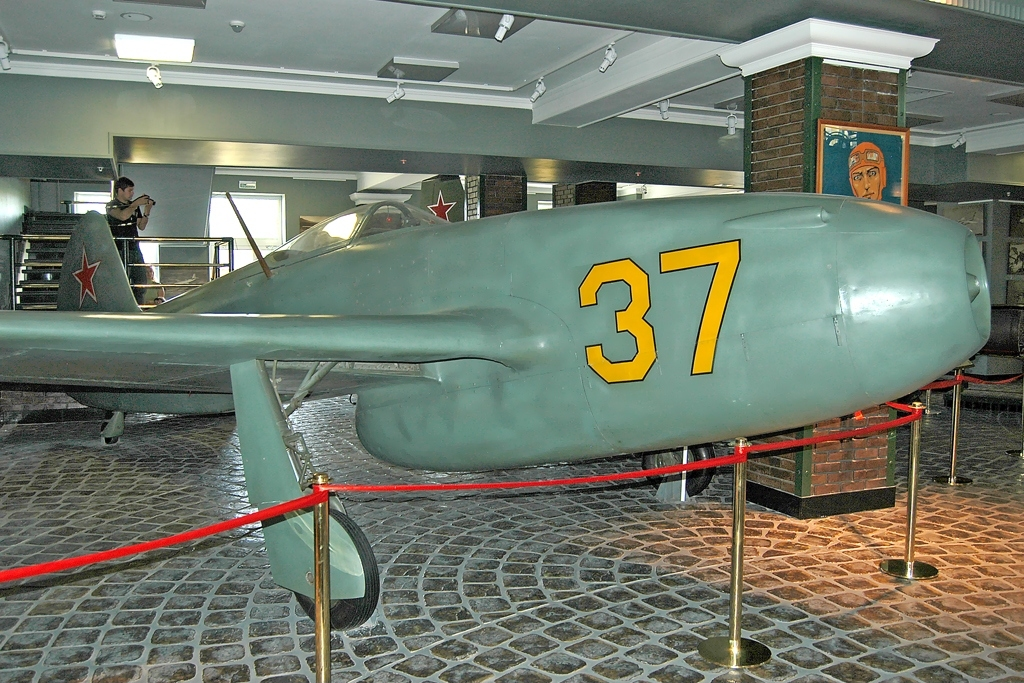
雅克-15的機身和呈吊艙狀的發動機

1945年10月，雅克-3 Jumo開始進行滑跑測試。在測試中發現加裝的隔熱罩太短，令部分機身的硬鋁蒙皮遭到侵蝕，發動機尾焰亦融化了尾輪的橡膠輪胎。同年12月底，加裝了全新金屬尾輪，修正隔熱罩，以及擴大了垂直安定面的第二架原型機出廠，第一架原型機亦同一時間完成修正。在進行了幾次滑跑測試后，轉移至中央空氣流體動力研究所進行全面的風洞測試。風洞測試在1946年2月完成，同月26日，人民委員會給出了飛機性能的具體指標，要求飛機的最大海平面時速為480哩（770公里），海拔16400呎（5000米）時速為530哩（850公里）。同時要求需要在四分半内爬昇至16400呎（5000米），實用升限49210呎（15000米），巡航航程310哩（500公里）。兩架原型機已經爲9月1日的驗收試飛做好了準備。

### 同儕競爭
與此同時，米高揚設計局亦按照指示設計研發了米格-9戰鬥機。根據航空歷史學家比爾·岡斯頓與葉菲·戈登的説法，兩大設計局的代表在1946年4月24日的飛行測試見面會上以擲硬幣的方式來決定哪一家設計局的飛機作爲第一架首飛的蘇聯噴射機。米格-9贏得了這次機會，心有不甘的雅克-3 Jumo的飛行員則在著陸前繞場一周。同年6月22日，雅克設計局的飛行測試工作全部完畢。但基於首飛成功，部長會議于首飛三天後的4月29日下達了新的指示，要求各大設計局在新型戰鬥機的驗收試飛中采用國產RD-10發動機。鑒於RD-10發動機的測試結果，飛行指標亦做出調整：最大海平面時速下調至430哩(700公里），實用升限下調至45930呎（14000米）。驗收日期不做更改。
由於RD-10是逆向工程Jumo 004的產物，為兩架準備驗收的飛機換裝國產發動機并非難事，其中一架亦參加了1946年8月的圖瑟諾航展（今莫斯科航展之前身）。航展第二天，史達林會見了米高揚和雅克列夫，希望兩人負責的設計局爲同年11月7日在紅場舉行的十月革命周年閲兵式各自製造15架新型戰鬥機，驗收日期則可以延後至閲兵式結束。雅克列夫很快相中了提比里斯十三厰，肇因該廠仍在生產製造雅克-3，且設計局祗有15架新型戰鬥機的製造需求，生產綫之間的轉換相對輕鬆且成本較小。雖然航空電子設備不完整，且沒有裝甲和武器配備，但最終15架飛機都在截止日期前完成製造，且在原本配備武器的空間臨時安裝了一個油箱以備不時之需。雖然飛行表演因爲閲兵式當天的惡劣氣候取消，設計局内部對卻看中了無裝甲輕量化的表演飛機。兩架表演用飛機在完善電子設備、拆除臨時油箱及加裝單門機炮后，即分配參與驗收測試，以期更好的測試結果，並賦予正式編號雅克-15。

### 正式投產
有著洋紅色表演塗裝，裝備單門NS-23機炮雅克-15的從測試地點昇空，標志著于1947年4月結束的爲期五個月的驗收測試正式開始。測試曝露了一些問題：繼承自雅克-3氣動結構的機翼厚度影響了飛機的最高時速；后三點起落架佈局導致發動機尾焰接地從而損壞跑道；發動機周身油箱的過熱及漏油問題使得駕駛艙充斥著燃油蒸汽與烟霧；以及根本無法達標的航程。儘管問題重重難以改進，但測試結果表明雅克-15極易操控非常容易飛行，尤其是對於習慣于活塞戰鬥機的飛行員如此。這也是蘇聯空軍樂於接納雅克-15為飛行員轉型教練機的原因之一。
另一個原因是在驗收測試開始時的1946年12月，雅克列夫就已經動用人脈及游説部長會議將雅克-15投入量產。初步規劃是1947年1月至4月首批生產50架單座戰鬥機以及雙座教練機，皆配備單門NS-23。但設計局疲於應付驗收，以致於首批全數生產單座戰鬥機。所有量產飛機全部參與了1947年在莫斯科舉行的五一飛行表演。至1947年底，除卻原型機外，共有280架雅克-15出厰。 其中一部分被分配至駐波蘭、羅馬尼亞、匈牙利和關東州的蘇聯航空團，皆作爲飛行員轉型教練機。少量在韓戰開始后作爲援助運抵中國，亦用於飛行員轉型。良好的性能也令雅克-15在一些飛行表演隊中受到青睞。

## 參注
1. 1 2  Gordon 2002, p. 51
2. ↑  Gunston 1995, p. 472
3. ↑  Авиация и Время. Ефим Гордон. Реактивные первенцы Яковлева.
4. ↑  Greenwood, Higham and Hardesty 1998, p. 150.
5. ↑  Gordon 2002, pp. 47, 61
6. 1 2  Gordon 2002, p. 50
7. ↑  Gunston and Gordon, p. 106
8. ↑  Gordon 2002, pp. 58–59
9. ↑  Gordon 2002, pp. 59–61
10. 1 2  Mikolajczuk, pp. 13, 15

## 外部鏈接
- Description page on aviation.ru